# Modafferi
Modafferi è un cognome di lingua italiana.

## Varianti
Madaffari, Modaffari.

## Origine e diffusione
Cognome tipicamente calabrese, è presente prevalentemente nel reggino.
Potrebbe derivare dal prenome arabo Muzzaffar.